# Никола Хаджиславчев
Никола Хаджиславчев е български предприемач и фабрикант, съосновател и впоследствие собственик на пивоварната фабрика „Братя Хаджиславчеви и сие“ в Търново.

## Биография
Никола Хаджиславчев е роден на 13 декември 1853 г. в Търново, където учи във взаимното и класно училище. Възпитаник е на реномирания „Роберт колеж“ в Цариград. През периода 1872 – 1874 г. постъпва като доброволец в 58-и Одески пехотен полк. Участва в Руско-турската освободителна война (1877 – 1878 г.) като доброволец в редиците на 9-а Търновска дружина.
След Освобождението постъпва във Военното училище в София. Завършва неговия първи випуск и е произведен в чин поручик. Като военен служи в Шуменския гарнизон в продължение на три години, първоначално в 19-а Шуменска дружина, а след това в 3-та конна сотня.
По това време търговската дейност на неговия баща Славчо Хаджиславчев се развива много успешно и по негово настояване Никола Хаджиславчев напуска армията, за да помага на баща си. При избухването на Сръбско-българската война през 1885 г. той като офицер от запаса е мобилизиран. Участва в сраженията за защитата на Видин. По време на Балканските войни 1912 – 1913 г. като запасен офицер отново е в редиците на 17-и пехотен Доростолски полк.
Най-ползотворният период от живота му е свързан с основаването през 1892 г. на най-голямата парна пивоварна фабрика в Търново.
През 1891 г. синовете на Хаджи Славчо Паскалев – Михаил, Никола и Константин Хаджиславчеви в съдружие с Иван Халачев закупуват място и започват строежа на пивоварна фабрика в Търново. Построени са основните сгради – за варенето на бира и приготвянето на малц, за охлаждане на бирата, и ледница. Фабриката е оборудвана с чешки и германски машини и съоръжения.
През 1892 г. пивоварната „Братя Хаджиславчеви и сие“ влиза в експлоатация. Тя е най-голямото и най-добре оборудвано пивоварно предприятие в района. В първите години след откриването ѝ във фабриката работят 28 души – германски и чешки майстори пивовари и общи работници от града. През 1895 г. пивоварната произвежда 348 000 литра бира, през 1896 г. – 211 500 литра, през 1897 г. – 105 300 литра, през първото полугодие на 1898 г. – 180 500 литра. На 6 юли 1898 г. фабриката е регистрирана и в търговския регистър като Пивоварна фабрика „Братя Хаджиславчеви и сие“.
Към 1901 г. капиталът на фирмата нараства. През 1904 г. между съдружниците се появяват противоречия, които се задълбочават, и през 1906 г. Михаил и Константин Хаджиславчеви и Иван Халачев напускат дружеството и изтеглят дяловете си. Предприятието се поема от Никола Хаджиславчев, който се регистрира като едноличен търговец с фирма „Никола Хаджиславчев“. Тази фирма съществува от 13 февруари 1906 г. до 28 март 1907 г. Този период е критичен за предприятието. През 1907 г. поради липса на достатъчно капитал Никола Хаджиславчев създава ново събирателно дружество с фирма „Никола Хаджиславчев и сие“, в което влиза като съдружник зет му Димитър Балчев.
През 1906 г. пивоварната произвежда 600 000 литра пиво, през 1909 г. производството достига 977 700 литра, което е близо до капацитетните възможности от 1 милион литра. През 1910 г. се извършва модернизация и разширение на пивоварната и през 1910 г. годишното производство достига 1 180 000 литра, а през 1911 г. – 1 400 000 литра. След Първата световна война производството на бира продължава да нараства. Бирата е по-евтина от виното и постепенно се налага като питие за масова консумация.
На 1 януари 1923 г. дружеството се пререгистрира като Командитно дружество „Никола Хаджиславчев“. Съдружници са членове на фамилията Хаджиславчеви – 4 дъщери и Михаил – син на Никола Хаджиславчев. На 3 декември 1926 г. Михаил Хаджиславчев поема ръководството на пивоварната фабрика.
Никола Хаджиславчев се жени за Кина Вачева от Бяла черква. Семейството е известно и със своята благотворителност по отношение на каузи и организации, свързани с просветата и културата в Търново. Даряват 100 хил. лв. на Втора гимназия „Иларион Макариополски“ за образуване на фонд, с чиито лихви да се подпомагат бедни ученици. Отпускат средства и на Туристическото дружество „Трапезица“ и на читалище „Искра“.
На 6 юни 1922 г. семейството дарява 100 хиляди лева на Търновската мъжка гимназия „Свети Кирил“ за образуване на фонд в памет на рано починалия им син Славчо Хаджиславчев – възпитаник на училището, който умира от туберкулоза като студент по машинно инженерство в Германия. По волята на дарителите лихвите от този фонд трябва да послужат за стипендии за бедни младежи от града, които да учат средно образование в същата гимназия или да продължат висше образование.
Никола Хаджиславчев умира на 24 април 1927 година в Търново. След смъртта му фамилията продължава да развива семейната пивоварна под ръководството на неговия син Михаил Хаджиславчев.